# 程訓釗
程 訓釗（てい くんしょう、Cheng Xunzhao、1991年2月9日- ）は、中国江蘇省徐州市出身の柔道家。階級は90kg級。得意技は大外刈、一本背負投。身長185cm。

## 人物
2012年に東アジア選手権90kg級で優勝すると、地元で開催されたグランプリ・青島でも優勝を飾った。2013年の東アジア大会では2位だった。2016年にはアジア選手権で3位、グランプリ・アルマトイでは2位となった。リオデジャネイロオリンピックでは初戦でアテネオリンピック金メダリストで優勝候補のギリシャのイリアス・イリアディスから大外刈で一本勝ちし、準々決勝まで全て大外刈で一本勝ちして準決勝まで勝ち上がったが、この階級で金メダルを獲得した日本のベイカー茉秋の袈裟固で敗れた。しかし3位決定戦ではモンゴルのルハグバスレン・オトゴンバータルに優勢勝ちし、中国の男子選手としては柔道競技において初となる銅メダルを獲得している。2017年2月のグランドスラム・パリでは決勝で地元フランスのアクセル・クレルジュに一本勝ちし、中国の男子選手としては初めてとなるグランドスラム大会での優勝を果たした。
IJF世界ランキングは700ポイント獲得で、51位（18/10/29現在）。

## 主な戦績
- 2010年 - ワールドカップ・アルマトイ 3位
- 2012年 -　東アジア選手権 優勝
- 2012年 - グランプリ・青島 優勝
- 2013年 -　東アジア大会 2位
- 2014年 -　アジア大会 7位
- 2015年 - グランプリ・ウランバートル 2位
- 2016年 -　アジア選手権 3位
- 2016年 - グランプリ・アルマトイ 2位
- 2016年 - リオデジャネイロオリンピック 3位
- 2017年 - グランドスラム・パリ 優勝

（出典、JudoInside.com）